# Curve di ponderazione
Le curve di ponderazione sono utilizzate nell'ambito dell'inquinamento acustico per misurare il grado di "disturbo" dato da un certo suono.

## Perché ricorrere a queste curve?
La reazione umana ad un certo suono è in funzione
- della pressione sonora
- della frequenza del suono (risposte diverse si hanno in funzione di frequenze diverse; in particolare, l'orecchio umano è più sensibile alle alte frequenze che a quelle basse).

Questo significa che non è possibile valutare un suono solo in base ad uno di questi due fattori. Ecco perché si fa uso delle curve di ponderazione. Esse sono state ottenute in base a studi statistici condotti su differenti gruppi di popolazione.

## Tipologia
Le curve di ponderazione sono quattro. Le prime tre sono:
- la curva A, corrispondente all'incirca all'inverso della curva isofonica a 40 phon;
- la curva B, corrispondente all'incirca all'inverso della curva isofonica a 70 phon e più adatta per i suoni a basse frequenze;
- la curva C, corrispondente all'incirca all'inverso della curva isofonica a 100 phon e più adatta per i suoni ad alte frequenze.

Successivamente, ad esse è stata aggiunta la curva D, per valutare livelli di rumore molto forti con particolare riferimento a quello prodotto dagli aerei.

## Applicazioni
Le curve di ponderazione vengono utilizzate per calcolare coefficienti in base ai quali uno strumento può "auto-correggersi" se emette un suono troppo disturbante. In particolare, i parametri del suono vengono corretti in base a dei coefficienti che vengono calcolati proprio tramite queste curve. Esistono così le cosiddette reti di ponderazione.
Nella pratica, delle quattro curve viene impiegata soprattutto la curva A. La curva B è caduta in disuso; la curva D viene riservata ai rumori aeronautici.
La legislazione italiana, in particolare, utilizza la curva di ponderazione A.